# Subdivisões do Gana
As principais subdivisões do Gana denominam-se regiões (regions, em inglês):
- Ahafo
- Ashanti
- Bono
- Bono East
- Central
- Eastern
- Greater Accra
- North East
- Northern
- Oti
- Savannah
- Upper East
- Upper West
- Volta
- Western
- Western North